# Le Mariage de Balzaminov
Pour plus de détails, voir Fiche technique et Distribution.
Le Mariage de Balzaminov (Женитьба Бальзаминова, Jenitba Balzaminova) est un film soviétique réalisé par Konstantin Voïnov, sorti en 1964.

## Fiche technique
- Titre original : Женитьба Бальзаминова
- Titre français : Le Mariage de Balzaminov[1]
- Réalisation : Konstantin Voïnov
- Scénario : Konstantin Voïnov d'après les pièces de théâtre Prazdnichny son do obeda, Za chem poydyosh, to i naidyosh et Dve sobaki derutsya, tretya - ne pristavai d'Alexandre Ostrovski
- Photographie : Gueorgui Kouprianov
- Musique : Boris Tchaïkovski
- Pays d'origine : URSS
- Format : Couleurs - 35 mm - Mono
- Genre : comédie
- Durée : 85 minutes
- Date de sortie : 1964

## Distribution
- Gueorgui Vitsine : Balzaminov
- Lioudmila Chagalova : Pavla Balzaminova
- Lidia Smirnova : Akoulina Krasavina
- Ekaterina Savinova : Matriona
- Janna Prokhorenko : Kapotchka Nitchkina
- Lioudmila Gourtchenko : Oustinka
- Tamara Nosova : Nitchkina
- Nikolaï Krioutchkov : Neouiedenov
- Rolan Bykov : Loukian Tchebakov
- Inna Makarova : Anfisa Pejionova
- Nadejda Roumiantseva : Raisa Pejionova
- Tatiana Konioukhova : Khimka
- Nonna Mordioukova : Domna Belotelova